# Канчанабурі
Канчанабурі (тай. เทศบาลเมืองกาญจนบุรี) — місто у провінції Канчанабурі, Таїланд.

## Географія
Лежить на схід від гірського пасма Танентаунджі на річці Квай у Західному Таїланді.

### Клімат
Місто знаходиться у зоні, котра характеризується кліматом тропічних саван. Найтепліший місяць — квітень із середньою температурою 31.1 °C (88 °F). Найхолодніший місяць — грудень, із середньою температурою 23.9 °С (75 °F).
| Клімат Канчанабурі      | Клімат Канчанабурі | Клімат Канчанабурі | Клімат Канчанабурі | Клімат Канчанабурі | Клімат Канчанабурі | Клімат Канчанабурі | Клімат Канчанабурі | Клімат Канчанабурі | Клімат Канчанабурі | Клімат Канчанабурі | Клімат Канчанабурі | Клімат Канчанабурі | Клімат Канчанабурі |
| Показник                | Січ.               | Лют.               | Бер.               | Квіт.              | Трав.              | Черв.              | Лип.               | Серп.              | Вер.               | Жовт.              | Лист.              | Груд.              | Рік                |
| Абсолютний максимум, °C | 37                 | 40                 | 42                 | 43                 | 42                 | 38                 | 37                 | 37                 | 38                 | 37                 | 37                 | 35                 | 43                 |
| Середній максимум, °C   | 32                 | 35                 | 37                 | 37                 | 35                 | 33                 | 33                 | 32                 | 32                 | 31                 | 31                 | 31                 | 33                 |
| Середня температура, °C | 24                 | 27                 | 29                 | 31                 | 30                 | 28                 | 28                 | 27                 | 27                 | 26                 | 25                 | 24                 | 27                 |
| Середній мінімум, °C    | 17                 | 20                 | 22                 | 25                 | 25                 | 24                 | 23                 | 23                 | 23                 | 22                 | 20                 | 17                 | 22                 |
| Абсолютний мінімум, °C  | 5                  | 11                 | 11                 | 17                 | 21                 | 22                 | 21                 | 22                 | 20                 | 18                 | 12                 | 8                  | 5                  |
| Норма опадів, мм        | 0                  | 10                 | 30                 | 70                 | 120                | 80                 | 110                | 90                 | 190                | 180                | 60                 | 0                  | 980                |
| Днів з дощем            | 0                  | 1                  | 2                  | 4                  | 5                  | 7                  | 8                  | 8                  | 10                 | 10                 | 5                  | 0                  | 66                 |
| Вологість повітря, %    | 61                 | 61                 | 58                 | 58                 | 72                 | 74                 | 73                 | 75                 | 79                 | 80                 | 75                 | 67                 | 69                 |
| ----------------------- | ------------------ | ------------------ | ------------------ | ------------------ | ------------------ | ------------------ | ------------------ | ------------------ | ------------------ | ------------------ | ------------------ | ------------------ | ------------------ |
| Джерело: Weatherbase    |                    |                    |                    |                    |                    |                    |                    |                    |                    |                    |                    |                    |                    |